# فریده فرجام
فریده فرجام (زاده ۲۲ دی ۱۳۱۳) نویسنده کودکان، نمایش‌نامه‌نویس، نویسنده و شاعر بزرگسالان اهل ایران است. او نخستین زن نمایش‌نامه‌نویس ایرانی است که در دهه ۱۳۳۰ خورشیدی نمایش‌نامه نوشته‌است. کتاب مهمان‌های ناخوانده نخستین کتاب چاپ شده در انتشارات کانون پرورش فکری کودکان و نوجوانان است که در سال ۱۳۴۵ در ۳۰ هزار نسخه به چاپ رسید و در فهرست میراث فرهنگی ناملموس ملی ایران ثبت شده‌است.

## زندگی
فریده فرجام در ۲۲ دی ۱۳۱۳ در تهران زاده شد. مادرش او را تشويق به استفاده از خلاقیت در تئاتر، رقص و نقاشی می‌کرد. او در ده سالگی شعر می‌سرود و با همبازی‌های خود نمايش اجرا می کرد. او دوران دبستان را در تهران گذراند و تحصیلات دبیرستانی را در تهران و پاریس به پایان برد. هنگامی که به ایران بازگشت به نوشتن داستان‌های کوتاه پرداخت و آن‌ها را بین سال‌های ۱۳۳۰ تا ۱۳۳۵ در مجله‌های فردوسی، خوشه، و بامشاد به چاپ رساند.
فرجام در سال ۱۳۳۶ در فرانسه در رشته زبان و ادبیات فرانسه در دانشگاه مشغول به تحصیل شد و در این رشته مدرک کارشناسی گرفت. او کارگردانی تئاتر را در کنسرواتوار و نزد استلا ادلر فرا گرفت و در کنسرواتوار لی استراسبرگ نيويورک هنرپيشگی و کارگردانی آموخت. همچنين نزد جک گارفین در نيويورک و پاريس آموزش ديد. فرجام در دانشگاه تهران ليسانسيه زبان و ادبيات فرانسوی شد. آشنایی با آثار نمایش‌نامه‌نویسان بزرگ و شیوه نگارش نمايشنامه‌نويسی از مواد درسی او بود. این باعث شد او نمايشنامه‌نويسی را از سال ۱۳۳۶ آغاز کند. او هنگام تحصیل در دانشگاه، در کلاس تئاتر که استاد آن «کوئین بی» بود جایزه اوّل بازیگری را دریافت کرد. نمایش‌نامه‌ای که وی نوشته بود یکی از چهار نمایش‌نامه برنده جایزه و به اجرا درآمده بود. وی نخستین کار کودکانه خود را به عنوان حسنی در دوران تحصیل در دانشگاه نوشت.
در سال‌های آغازین دهه ۱۳۴۰ که شورای کتاب کودک شروع به کار کرد وی به عضویت این نهاد درآمد. او در زمره افرادی است که به فعالیت‌های سازمان‌های غیردولتی بها می‌دهد و معتقد است. فریده فرجام در سال ۴۲–۱۳۴۱ برای شرکت در سمینار فرهنگی کشورهای در حال توسعه به خارج از ایران سفر کرد. در دی همان سال در کتابخانه بین‌المللی مونیخ برای کودکان، وابسته به یونسکو، دربارهٔ مذهب و سیاست در کتاب‌های کودکان مطالعه کرد و با تلاش او در آنجا قسمت کتاب‌های ایران تأسیس شد.
او در ابتدای تشکیل کانون پرورش فکری کودکان و نوجوانان به واحد انتشارات آن پیوستو تا سال ۱۳۴۸ در کانون فعالیت کرد و سپس از این مجموعه استعفا داد.
فریده فرجام خود را نخستین نویسنده‌ای معرفی می‌کند كه در كانون شروع به كار كرده‌ است و می‌گوید: «به خانم لیلی امیرارجمند پبشنهاد كردم كه قسمت انتشارات را درست كنيم، چون كتاب‌خانه بدون كتاب معنى ندارد. در آن زمان، ما كتاب مناسب براى كودكان نداشتيم. سپس كتابخانه‌ى مر جع را پيشنهاد و سرپرستى كردم چون خودم در كتابخانه مرجع جوانان در مونيخ، ادبيات كودكان دنيا را مطالعه كرده بودم.»
نمایش‌نامه عروس نوشته فریده فرجام در تلویزیون ملی ایران اجرا و دو بار پخش شد. هم‌زمان نمایش‌نامه خانه بی‌بزرگتر وی در ۲۰ آذر ۱۳۴۵ در تئاتر سنگلج به روی صحنه رفت. فرجام در بازگشت به ایران نمایش‌نامه هوای مقوایی را نوشت. او در سال ۱۳۴۵ نمایش‌نامه خانه بی بزرگتر را نوشت که در تئاتر شهر به روی صحنه رفت. داستان گل بلور و خورشید وی برنده جایزه بولونی در ایتالیا در سال ۱۹۶۷ و جایزه یونسکو در ژاپن شد. زنجیر عمو زنجیر باف نیز از داستان‌هایی است که فریده فرجام برای کودکان نوشته‌است. از سال ۱۳۳۹ تا ۱۳۴۹ شعرهای او در دفترهای زمانه و مجلّه آرش چاپ می‌شدند.
فریده فرجام از بنیان‌گذاران و اعضای کانون نویسندگان ایران بود. او در سال ۱۳۴۹ به دعوت گروه تئاتر نان و عروسک، که برای اعتراض به جنگ ویتنام نمایش‌هایی اجرا می‌کرد به فرانسه رفت و کمی بعد در همان سال وارد فرهنگستان فیلم و تلویزیون آمستردام در هلند شد. فرجام در طول سال‌ها زندگی در خارج از ایران، فیلمنامه‌های خود را کارگردانی کرد و بیش از ۲۰ فیلم ساخت. نمایش‌نامه‌های او به انگلیسی و هلندی ترجمه شده و به روی صحنه رفته و فیلم‌های او در جشنواره‌ها به نمایش درآمدند.
فریده فرجام در آذر ۱۳۹۳ در بازگشت به ایران نمایش‌نامه عروس را با همکاری بازیگران حرفه‌ای سینما، تئاتر و تلویزیون به نفع یک بنیاد خیریه در باغ موزه قصر و خانه تئاتر فرهنگسرای گلستان روخوانی کرد.

او در یکی از گفتگوهای خود گفت: 
من به عنوان فردی که بعد از ۴۴ سال به ایران برمی‌گردم، هرگز تصور نمی‌کردم این‌چنین مورد اشتیاق مردمم باشم. حتی تصور نمی‌کردم آن‌ها من را به یاد داشته باشند، چه برسد به این‌که بخواهند به من احترام بگذارند و دوستم داشته باشند.
 وی در سال ۱۳۹۴ در جلسه امضای چاپ تازه‌ای از مجموعه نمایش‌نامه تاجماه که برای نخستین بار در سال ۱۳۴۳ منتشر شد شرکت کرد.
وی در ۲۹بهمن ۱۳۹۷ نمایشنامه سیندخت را در کتابخانه ملی ایران رونمایی کرد.

## فیلم
دو فيلم ساخته او در جشنواره بين‌المللی فيلم آيداهو در سال ۲۰۰۵ نمايش داده شدند که يکی از آنها با نام با مهر فراوان... ماريا برنده جايزه نخست تماشاگران شد. او در هاليوود، در استوديوی «کنکورد–نيو هورايزنز» متعلق به راجر کورمن در زمينه‌های مختلف ساخت پنج فيلم سينمايی کار کرد تا با شيوه فیلم‌سازی آشنا شود.

## کتابشناسی
- حسنی، (۱۳۳۹، انتشارات سخن)
- گل بلور و خورشید، (داستان، کانون پرورش فکری کودکان و نوجوانان)
- تاجماه، (نمایش‌نامه، ۱۳۴۳، سازمان کتاب‌های جیبی)
- هوای مقوّایی، (نمایش‌نامه، ۱۳۴۳، سازمان کتاب‌های جیبی)
- عروس، (نمایش‌نامه، ۱۳۴۳، سازمان کتاب‌های جیبی)
- خانه بی بزرگتر، (نمایش‌نامه، ۱۳۴۵) درباره چرایی تخریب محله سنگلج[۲]
- مهمان‌های ناخوانده، (۱۳۴۵، کانون پرورش فکری کودکان و نوجوانان)
- عمو نوروز، (کانون پرورش فکری کودکان و نوجوانان)
- دفترهای زمانه
- پرنده‌ها و آسمان( ١٣٩٨، کانون پرورش فکری کودکان و نوجوانان)